# Galusha Pennypacker
Galusha Pennypacker (1. juni 1844 – 1. oktober 1916) var en amerikansk officer, der gjorde tjeneste i nordstatshæren under den amerikanske borgerkrig. Hvor mange kilder hævder, at Brigadegeneral George Armstrong Custer var borgerkrigens yngste general, var det i virkeligheden Pennypacker. Faktisk var han end ikke gammel nok til at stemme, da han blev udnævnt til brigadegeneral, og hverken før eller senere er der udnævnt en general, der har været yngre end Galusha Pennypacker.

## Karriere  under borgerkrigen
Pennypacker blev født i byen Valley Forge i Pennsylvania. Hans far havde været soldat i den Mexicansk-amerikanske krig (1846 til 1848), og han bedstefar havde deltaget i  USA's uafhængighedskrig (1775 til 1783). Han var blevet optaget på militærakademiet West Point, men borgerkrigens udbrud forhindrede, at han startede. I stedet meldte han sig i en alder af kun 16 år til 9. Pennsylvania Infanteriregiment, hvor han blev optaget som fourer. I efteråret 1861 deltog han i rekrutteringen af et kompagni af 97. Pennsylvania Infanteriregiment, og han blev udnævnt til major  i regimentet i oktober samme år. På dette tidspunkt, var han kun 17 år og nogle få måneder. 
Regimentet deltog i kampene i og omkring Charleston i South Carolina indtil 1864, hvor regimentet blev overført til Virginia. Her deltog regimentet i Bermuda Hundred kampagnen under kommando af Generalmajor Benjamin Franklin Butler. Under Slaget ved Ware Bottom Church den 20. maj 1864 blev han såret, men ikke alvorligt. Efter Slaget ved Cold Harbor, blev han udnævnt til oberst og regimentschef for sit regiment den 15. august 1864 i forbindelse med belejringen af Petersburg. Kort efter overtog han kommandoen over 2. Brigade i 2. Division i X Korps i  Army of the James (en hærstyrke, der især opererede i området omkring floden James i Virginia). Pennypacker deltog som brigadechef i Slaget ved New Market Heights, og han blev såret ved Fort Gilmer i Florida, men igen var det ikke alvorligt. 
Den 15. januar 1865 blev han alvorligt såret under Andet slag ved Fort Fisher i North Carolina. Denne gang var såret alvorligt, og hans chef, Generalmajor Alfred Terry, lovede ham, at han ville modtage en titulær udnævnelse (en titulær udnævnelse betød at officeren fik rangen, men bevarede sin hidtidige løn – og rangen kunne bortfalde igen). Udnævnelsen blev givet med tilbagevirkende kraft fra den 15. januar. På dette tidspunkt var han 20 år og 7 måneder. Allerede 18. februar samme år blev han fuldt udnævnt til brigadegeneral for de frivillige, og på det tidspunkt var han 20 år, 8 måneder og 17 dage. Ingen anden general i USA's historie hverken før eller senere er udnævnt i så ung en alder. 13. marts samme år blev han udnævnt til titulær generalmajor for de frivillige.

## Karriere efter borgerkrigen
Efter krigen fik han tildelt Kongressens Æresmedalje, USA's højeste militære dekoration, for sin indsats ved Fort Fischer. Også medaljen blev uddelt med tilbagevirkende kraft fra 15. januar 1865. 
Efter borgerkrigen blev Pennypacker i hæren , men som så mange andre borgerkrigsofficerer måtte han acceptere en lavere rang, hvis han ville forblive officer. Han fik rang af oberst, og blev udnævnt til chef for 34. U.S. Infanteriregiment, som gjorde tjeneste i de vestlige territorier. I forbindelse med denne tjeneste var han blandt andet chef for  Mississippis Militærdistrikt i 1867 og 4. Militærdistrikt i 1868. Også i denne periode opnåede han to titulære udnævnelser. Begge den 2. marts 1867, hvor han blev udnævnt til titulær brigadegeneral i den regulære hær, og samme dag blev han udnævnt til titulær generalmajor i den regulære hær.
I  1869 blev han overført til 16. U.S Kavaleriregiment, og han var chef for dette regiment til han trak sig tilbage i juli 1883 i en alder af 39 år. Som årsag til sit ønske om pensionering gav han de sår, han havde fået under borgerkrigen og i senere træfninger. Også i den sidste periode af sin karriere, havde han flere chefstillinger, blandt andet som chef for de militære styrker i New Orleans.  
Efter sin pensionering flyttede han tilbage til Philadelphia i Pennsylvania, hvor han boede til sin død i 1916.

## Eksterne referencer
- Find a Grave
- Oversigt over nordstatsgeneraler fra borgerkrigen Arkiveret 13. marts 2007 hos  Wayback Machine
- Billeder af Pennypacker Arkiveret 8. februar 2008 hos  Wayback Machine